# الاتحاد العربي للشطرنج
الاتحاد العربي للشطرنج تأسس الاتحاد العربي للشطرنج تحت شعار”العرب أمّة واحدة” في 27 يوليو عام 1975 في دمشق. وتآلفت الجمعية التأسيسية من السيد ناهض الخاني كرئيس للإتحاد وعضوية كل من :
- عبد الملك عرفات ممثلا عن الأردن
- محمد علي المحرزي ممثلا عن تونس
- حسام الدين مناقلي ممثلا عن سوريا
- راشد الرحماني ممثلا عن الكويت
- محمد مراد سكر ممثلا عن لبنان
- محمد شكري شاهين ممثلا عن ليبيا
- اللواء إسماعيل مكي ممثلا عن مصر

## رؤساء الاتحاد
ترأس الاتحاد لاحقا كل من :
- ناهض الخاني
- محمد شكري شاهين
- محمد رضا بلقاضي
- علي عبد الله الدباني
- إبراهيم محمد البناي
- سعود بن عبد العزيز المعلا
- الشيخ الدكتور خالد بن حميد القاسمي - الرئيس الحالي

## رئيس وأعضاء اللجنة التنفيذية
- الإمارات العربية المتحدة:الشيخ الدكتور خالد بن حميد القاسمي - رئيس الاتحاد العربي للشطرنج
- قطر: محمد المضاحكة -النائب الأول للرئيس
- سوريا: علي عباس - النائب الثاني للرئيس
- الجزائر: ابراهيم عز الدين جلول -النائب الثالث للرئيس
- ليبيا: فوزي بو رجعة - النائب الرابع للرئيس
- لبنان: رواد حمود - عضو اللجنة
- اليمن: صبري عبد المولى - عضو اللجنة
- موريتانيا: تاج الدين سيدي محمد - عضو اللجنة
- فلسطين: خالد عز الدين - عضو اللجنة
- الإمارات العربية المتحدة: عبد الله حسن الحمادي - الأمين العام
- سوريا: أديب تامر زهراوي - الأمين العام المساعد

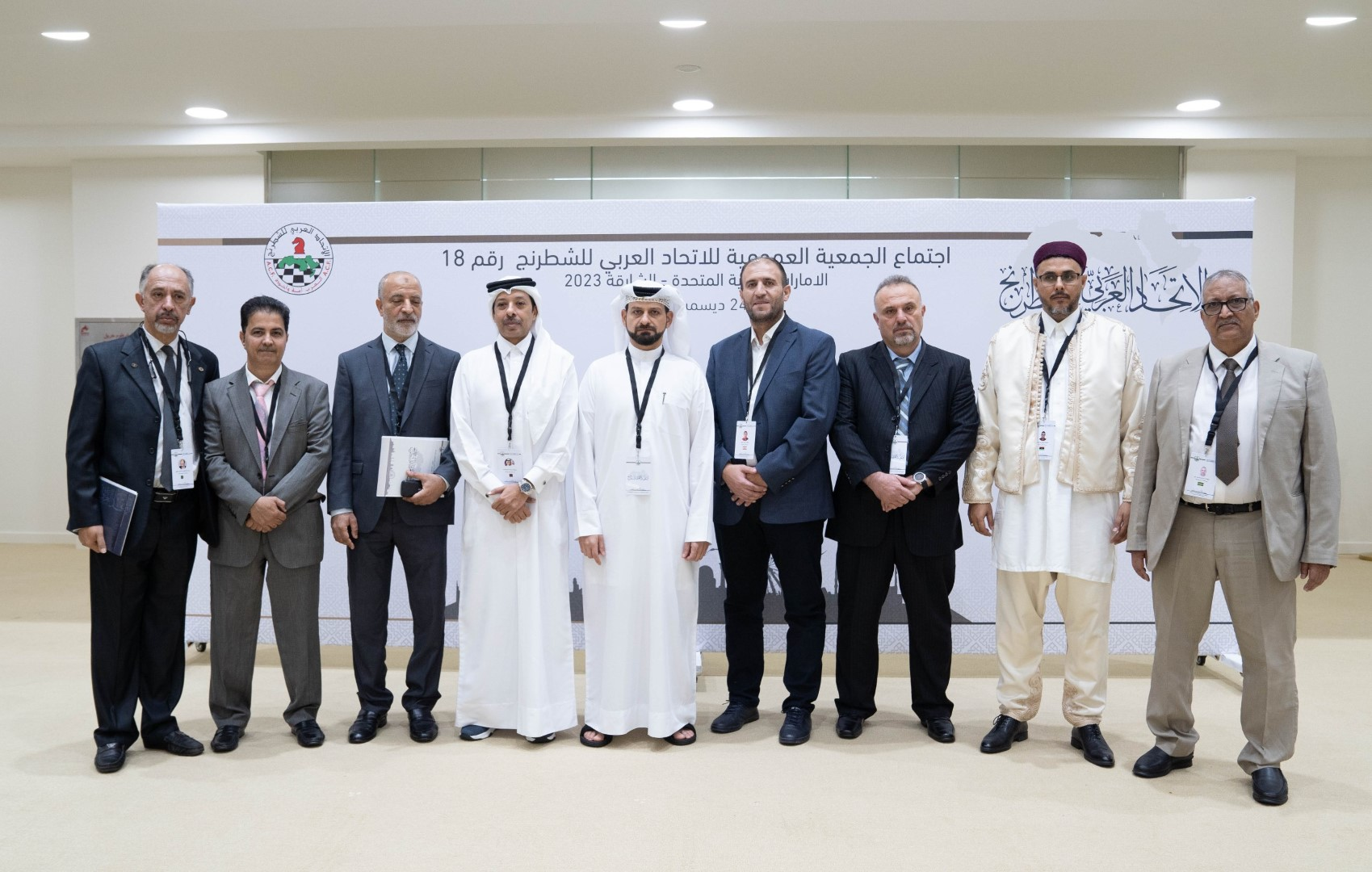
أعضاء اللجنة التنفيذية للاتحاد العربي للشطرنج 24/12/2023

## الدول الأعضاء
- الجزائر
- سوريا
- البحرين
- مصر
- العراق
- الأردن
- السعودية
- الكويت
- لبنان
- ليبيا
- موريتانيا
- المغرب
- عُمان
- فلسطين
- قطر
- الصومال
- السودان
- تونس
- الإمارات العربية المتحدة
- اليمن
- جزر القمر
- تونس
- جيبوتي